# Simulium chromocentrum
Simulium chromocentrum är en tvåvingeart som beskrevs av Adler, Currie och Wood 2004. Simulium chromocentrum ingår i släktet Simulium och familjen knott.
Artens utbredningsområde är Kalifornien. Inga underarter finns listade i Catalogue of Life.